# Altar de Poseidón (Mileto)
El Altar de Poseidón era un antiguo altar dedicado a Poseidón Enipeo cerca de Mileto y Dídima, en Asia Menor, la actual Turquía.

## Historia
Fue construido en la época arcaica alrededor del año 575 a. C. Se ha datado basándose en los detalles arquitectónicos. Se asemejan en cierta medida a los detalles del Templo de Artemisa en Éfeso. Según Estrabón, el altar habría sido fundado por Neleo, que según la mitología griega fue el fundador de Mileto. Esto indica quizás que el culto del lugar era de origen muy antiguo.
Se mantuvo en uso hasta el período helenístico y el romano, pero al parecer no se modificó ni restauró en épocas posteriores. Se cree que fue dañado por un terremoto en el período bizantino. Posteriormente, las piedras del altar se reutilizaron en gran parte o fueron arrastradas al mar.

## Descripción
Estaba situado en la punta del promontorio dedicado a Poseidón (en griego antiguo: Ποσείδιον, en latín: Poseidium), al sur de Mileto, a unos siete kilómetros al suroeste de Dídima. La estructura era rectangular y constaba de una galería y un altar de sacrificios en su lado oriental. Los lados largos (norte y sur) medían unos 11,1 m y los cortos unos 9,5 m. El altar medía aproximadamente 1,8 × 3 m. Estaba orientado hacia el este. Una escalera de seis peldaños de unos 8,4 m de largo y 6,5 m de ancho conducía a la galería desde el oeste.